# Marila
Marila là một chi thực vật thuộc họ Clusiaceae. Chi có khoảng 20 loài, có ở vùng sinh thái tân nhiệt đới từ México và Antilles tới Bolivia.

## Các loài
Bao gồm các loài:
- Marila alternifolia Triana & Planch.
- Marila cespedesiana Triana & Planch.
- Marila domingensis Urb.
- Marila grandiflora Griseb.
- Marila lactogena Cuatrec.
- Marila laxiflora Rusby
- Marila magnifica Linden & Planch.
- Marila nitida Spruce ex Benth.
- Marila pluricostata Standl. & L.O. Williams
- Marila spiciformis McDearman & McDaniel
- Marila tomentosa Poepp.	Accepted